# Australiodillo haplophthalmoides
Australiodillo haplophthalmoides is een pissebed uit de familie Armadillidae. De wetenschappelijke naam van de soort is voor het eerst geldig gepubliceerd in 1993 door Dalens.